# Betoniera

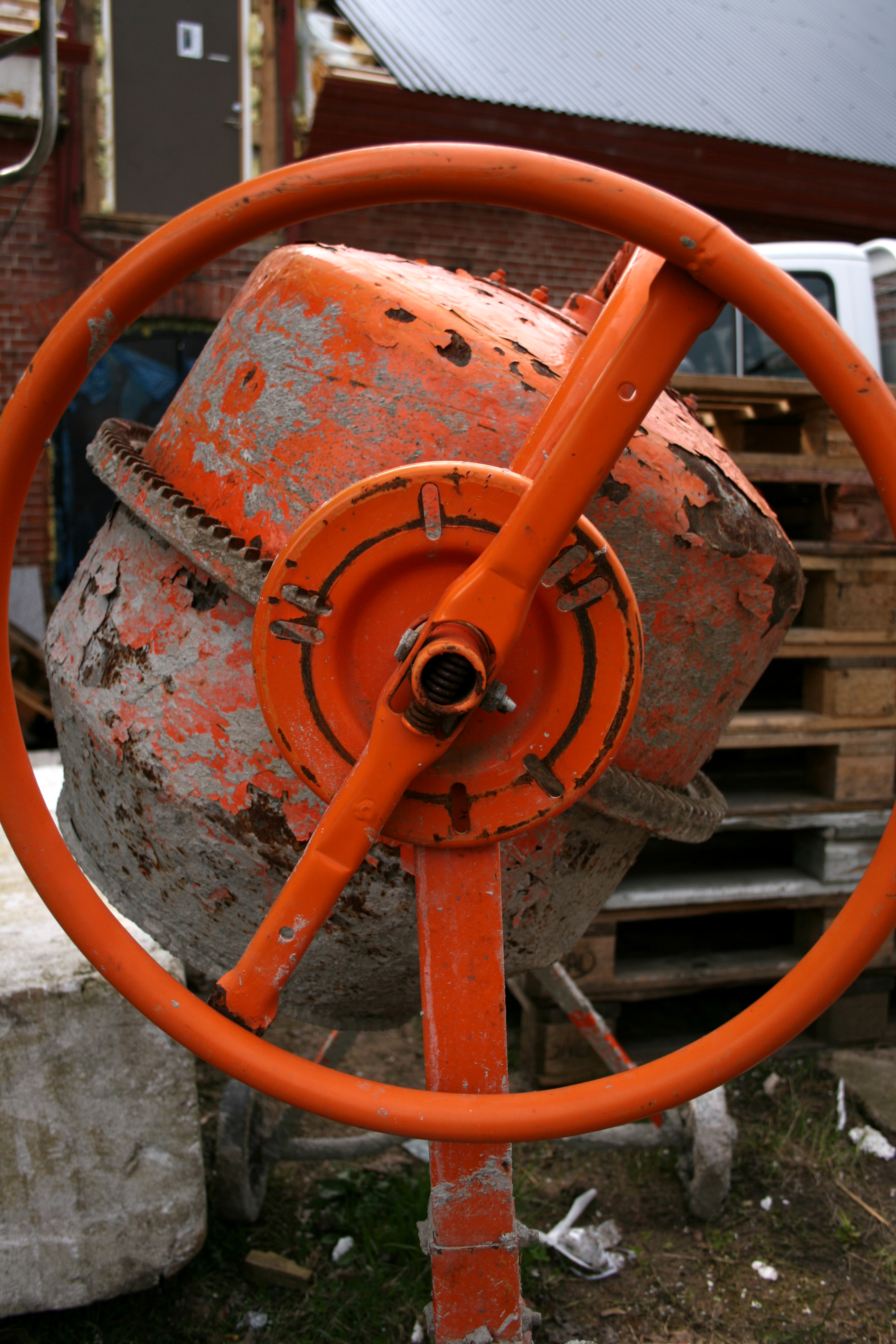
Betoniera con il tamburo ribaltato

La betoniera è una macchina per l'edilizia avente la funzione di impastare e miscelare tra di loro i componenti della malta o del calcestruzzo. Prende il nome dalla parola francese béton (calcestruzzo). 
Può essere di tipo fisso per i grandi lavori di cantiere, mobile per i piccoli lavori, o montata su autocarro per il trasporto della miscela nel luogo di utilizzo. Una tipica betoniera utilizza un tamburo rotante per miscelare i componenti. Per i lavori di volume ridotto, spesso si utilizzano betoniere portatili, in modo che il calcestruzzo possa essere preparato in cantiere, dando agli operai tutto il tempo necessario per utilizzarlo prima che si indurisca.
Un'alternativa alle macchine è la miscelazione manuale del calcestruzzo. Di solito viene fatto con una carriola, ma di recente diverse aziende hanno iniziato a vendere teloni modificati per questo scopo.
La betoniera è stata inventata dall'industriale Gebhardt Jaeger di Columbus, Ohio.

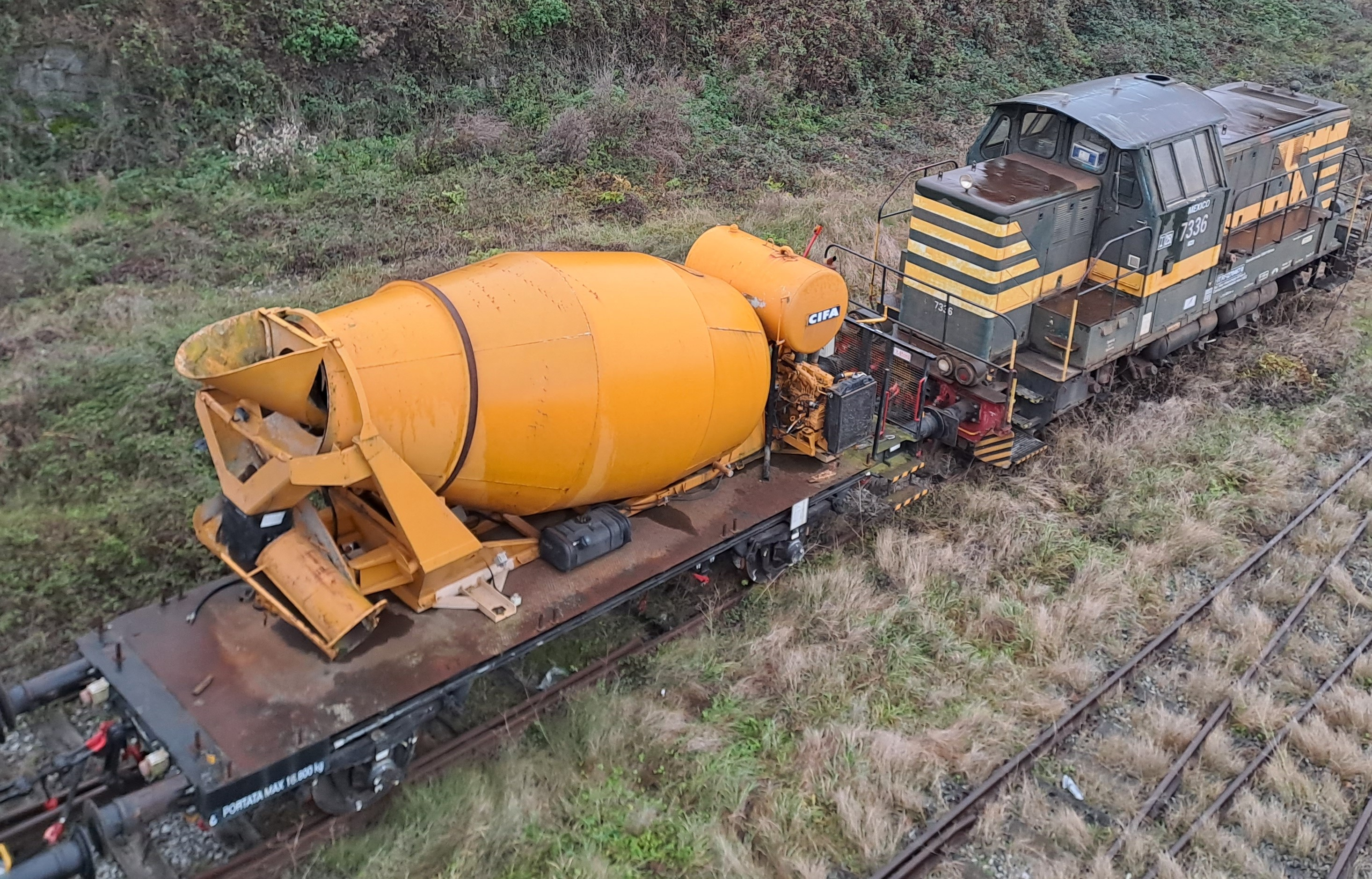
Betoniera montata su carro ferroviario

## Struttura di una piccola betoniera

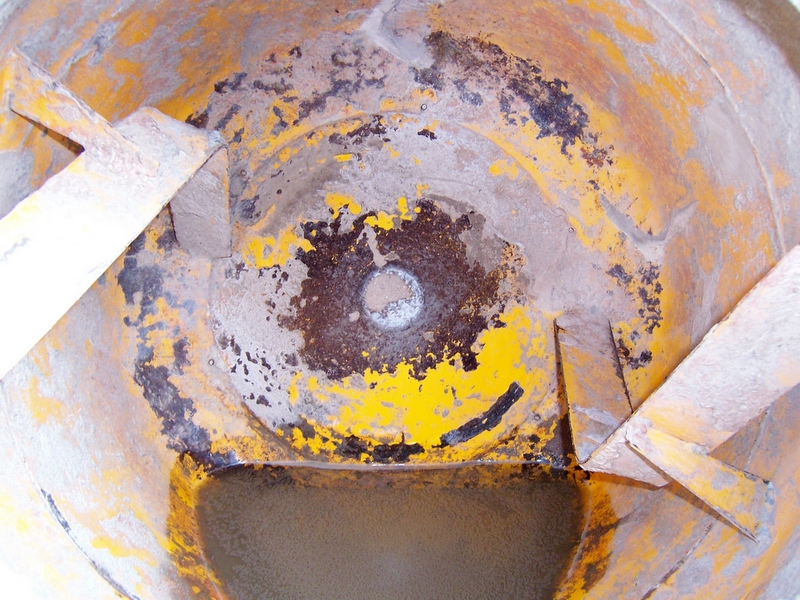
L'interno del bicchiere

Le piccole betoniere mobili sono composte da:
- un contenitore, detto bicchiere o tamburo, dove vengono versati gli elementi da miscelare (acqua, sabbia, ghiaia, leganti). All'interno del tamburo sono presenti delle pale che aumentano la capacità di mescolamento della miscela durante la rotazione. La capacità normale del bicchiere si aggira sui 300 litri;
- un sistema di rotazione del bicchiere comandato da un motore. La betoniera è normalmente dotata di un motore elettrico trifase o in alcuni casi (modelli più piccoli) monofase. Esistono tuttavia anche betoniere azionate da un piccolo motore a scoppio;
- un sistema di ribaltamento del bicchiere per consentirne lo svuotamento, ad esempio in una carriola;
- un'incastellatura di supporto carrellata che permette di spostare la betoniera nel luogo più opportuno.

Nelle piccole betoniere il carico e la dosatura degli ingredienti viene fatto manualmente, tramite pala o secchio, mentre in quelle grandi può essere effettuato tramite tramogge.
La normativa di sicurezza impone che la betoniera da cantiere debba essere dotata di interruttore a fungo che permetta l'interruzione immediata della corrente in caso di infortunio.

## Autobetoniera

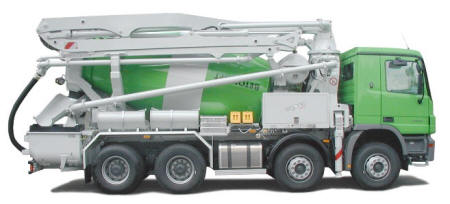
Camion betoniera con braccio a getto

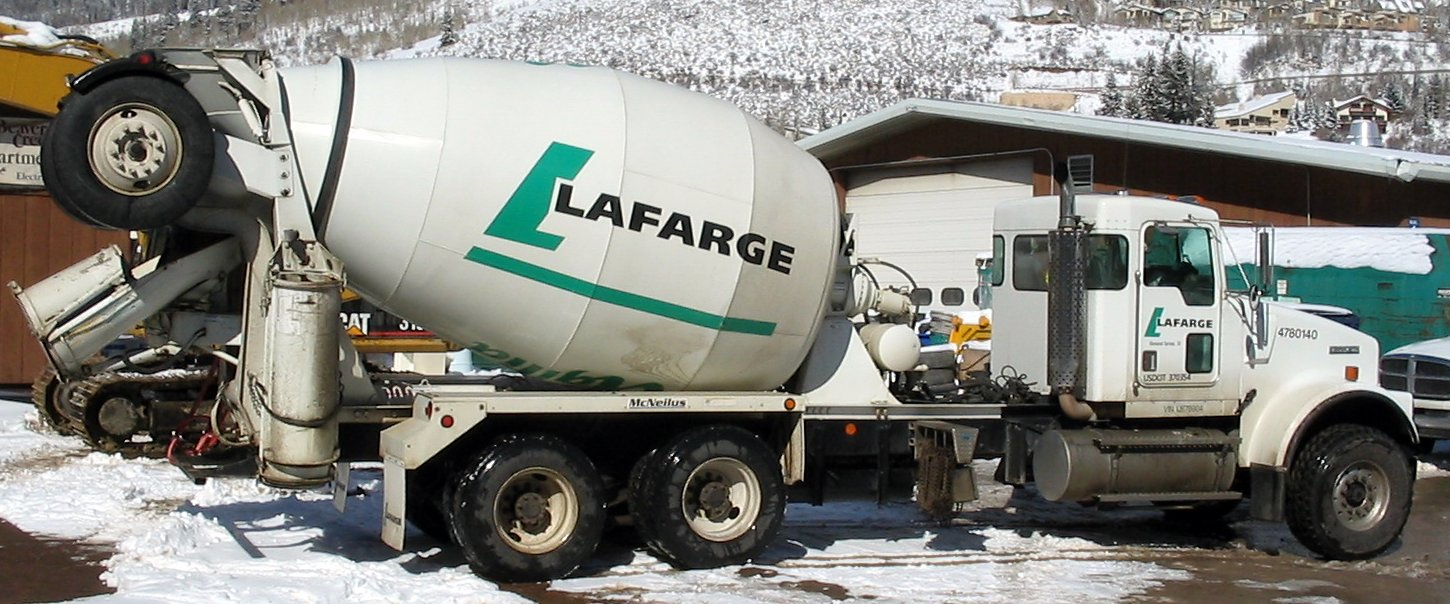
Camion betoniera classico

Schema di funzionamento di una autobetoniera

L'autobetoniera - o betoncar - è installata su un camion; il suo bicchiere è più grande e capiente di una betoniera tradizionale (a seconda dei casi può contenere fino ad un massimo di 11 m3 di materiale impastato).
Essa viene utilizzata qualora si debbano usare quantità abbondanti di calcestruzzo (o calce premiscelata) in un cantiere.
Il bicchiere viene mantenuto in rotazione durante il trasporto; giunto in cantiere viene fatto ruotare più velocemente per favorire l'impasto; successivamente viene fatto ruotare in senso opposto per lo scarico e, sfruttando una coclea in cima al bicchiere dell'autobetoniera, l'impasto di calcestruzzo risale le pareti e viene scaricato in una benna per poi essere gettato in opera.

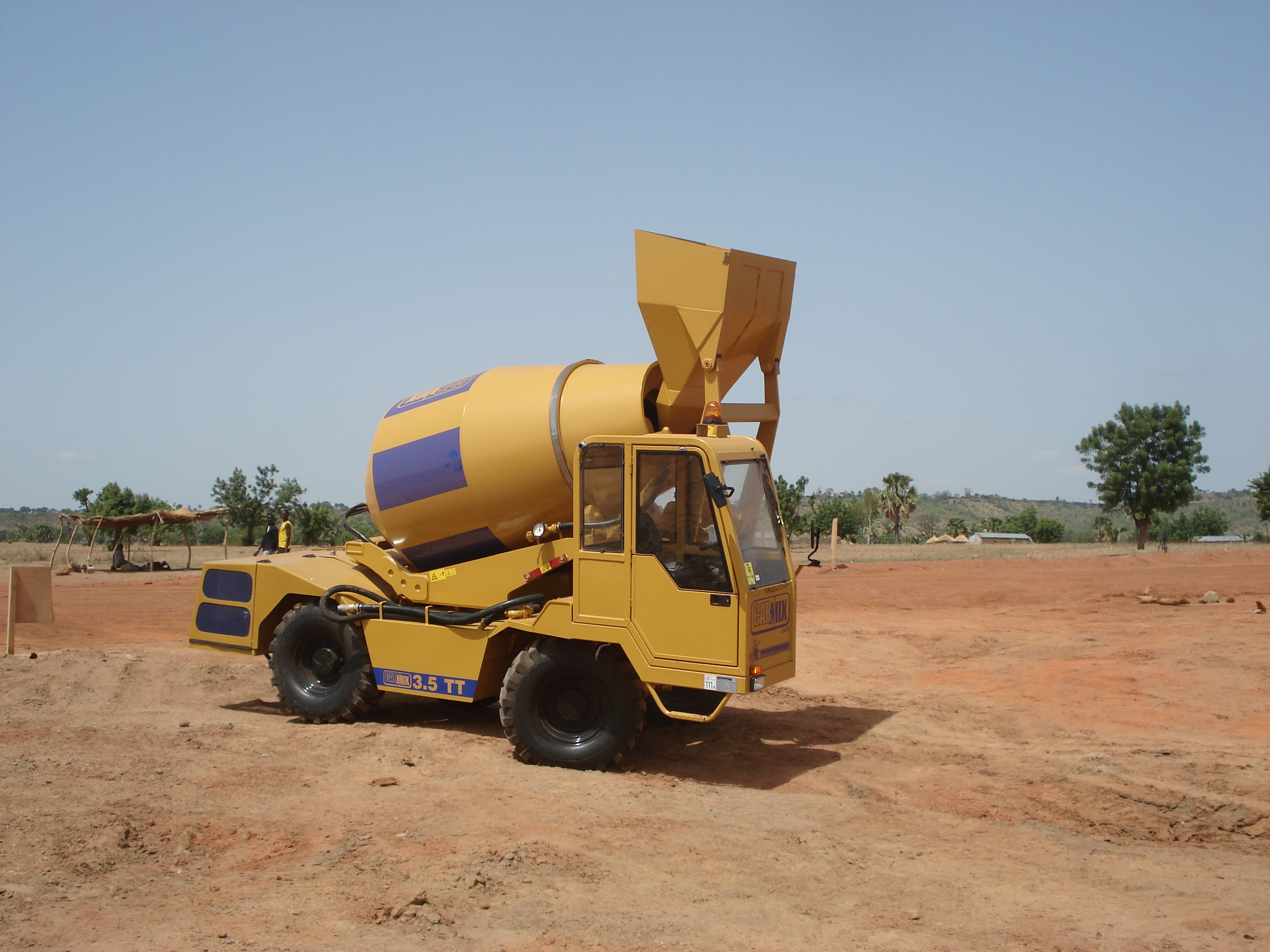
Betoniera semovente autocaricante

## Betoniera semovente autocaricante
La betoniera semovente autocaricante (normata secondo gli standard UNI 10929 e UNI 11023) è una betoniera in grado di caricarsi autonomamente grazie ad una benna per il cemento e gli inerti e ad una pompa per l'acqua ed è progettata per viaggiare sia su strade pavimentate che su fuoristrada. Questa soluzione consente di ottenere calcestruzzo in cantieri lontani dai centri abitati, dove non ci sono impianti di betonaggio. Per quanto riguarda l'impasto e lo scarico, funziona in maniera analoga alle autobetoniere, ma la capacità del bicchiere è minore (in generale compresa tra i 0,5 e i 5,5 m3).

## Impianto mobile di miscelazione
L'impianto mobile di miscelazione trasporta in contenitori separati gli elementi del calcestruzzo, che vengono impastati all'interno di una coclea miscelatrice durante lo scarico. Il dosaggio dei materiali a seconda dell'impianto può essere volumetrico o con sistemi di pesatura e misurazione attraverso PLC. L'utilizzo delle materie prime consente con lo stesso carico la produzione di diverse classi di calcestruzzo per la quantità necessaria riducendo i rifiuti da cantiere. La geometria non a tamburo di questo genere d'impianto consente di trasportare fino a 13 m3 di calcestruzzo reso.

## Normativa
Nella Comunità Europea le betoniere sono soggette a restrizioni sulle emissioni di rumore attraverso la Direttiva 2000/14/CE del Parlamento europeo e del Consiglio dell'8 maggio 2000 sul ravvicinamento delle legislazioni degli Stati membri concernenti l'emissione acustica ambientale delle macchine ed attrezzature destinate a funzionare all'aperto.